# Gualtério Sem-Haveres
Gualtério Sem-Haveres (ou Galtério, Gautério, do francês Gautier Sans-Avoir) foi um cavaleiro de origem franca, senhor de Poissy. Um nobre de pequena importância, destacou-se como um dos principais líderes da Cruzada Popular, até ao seu massacre na Anatólia.

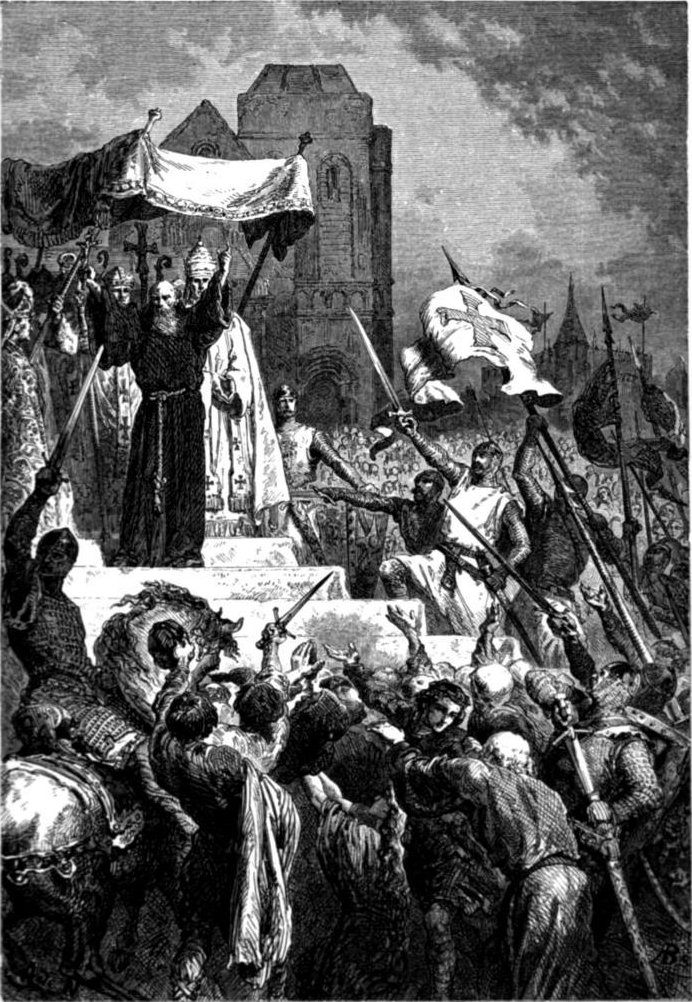
«Deus o quer!» (em latim: Deus vult!), frase simbólica que foi o culminar do apelo à cruzada no Concílio de Clermont (ilustração de Alphonse Marie de Neuville, 1883)

Em 1095-1096, atendendo ao apelo do Concílio de Clermont, europeus de todas as camadas sociais coseram uma cruz vermelha nas suas roupas, o que lhes daria o seu nome de cruzados, e partiram em peregrinação para a libertar a Terra Santa do jugo muçulmano. O entusiasmo pelo empreendimento foi tal que muitos venderam ou hipotecaram todos os seus bens para obter as armas e o dinheiro necessários para a expedição. Nobreza e o povo comum procedente da França, do sul da Itália e das regiões da Lorena, Borgonha e Flandres, rapidamente formaram expedições separadas.

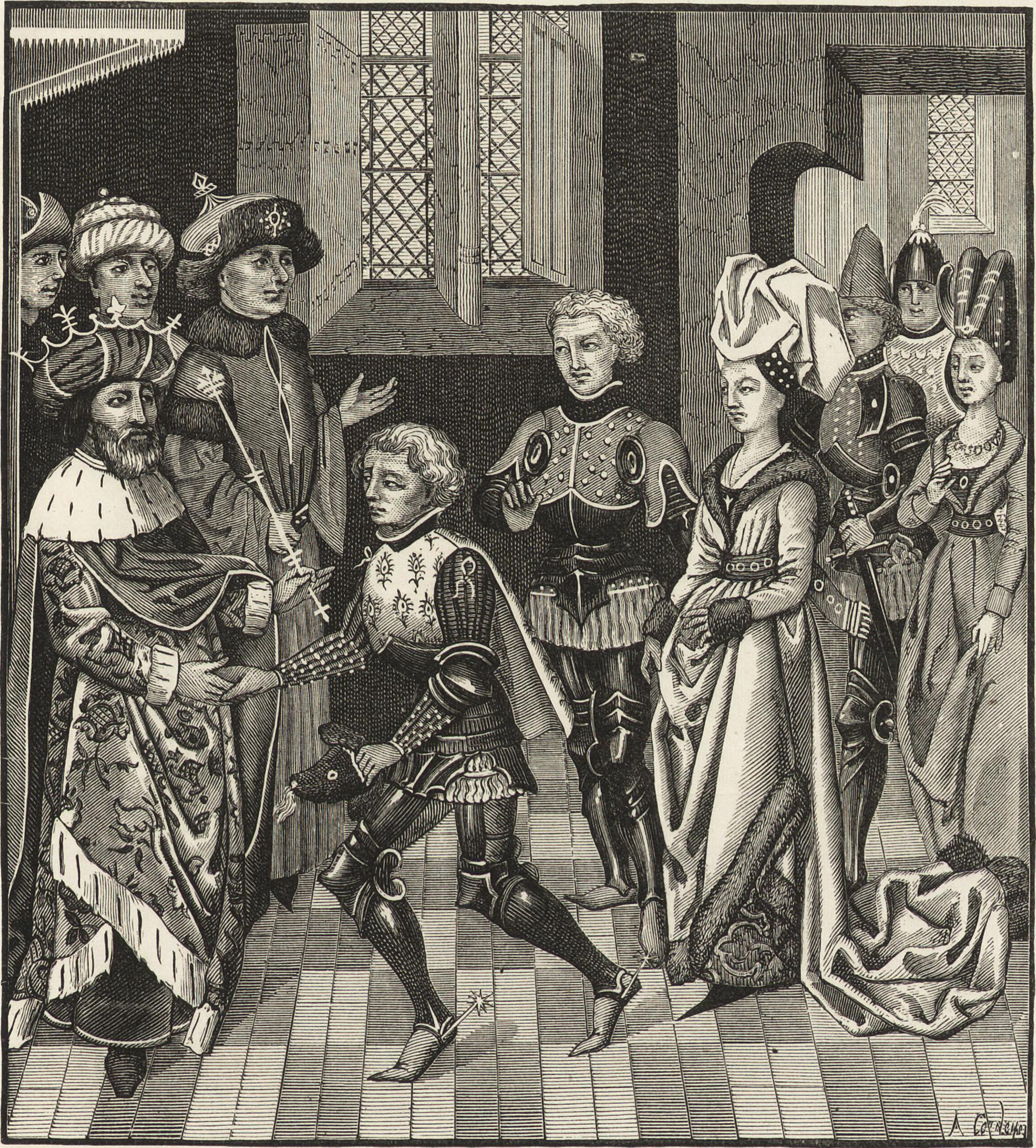
Recepção de Gualtério Sans-Avoir pelo rei da Hungria, que o permitiu atravessar o território de seu reino com os cruzados.

Gualtério, cujo nome de Sem-Haveres supostamente terá sido adoptado em sinal de penitência e humildade, partiu antes do exército principal da Cruzada dos Nobres. Liderou o seu grupo através dos territórios do Sacro Império Romano-Germânico, Hungria e Bulgária sem incidentes, até chegarem perto de Belgrado.
Uma vez que comandante desta cidade, surpreendido pela chegada dos peregrinos e sem ordens sobre como proceder, recusou-lhes a entrada. Forçados a recorrer à pilhagem dos arredores para obterem provisões, os cruzados envolveram-se em escaramuças com a guarnição bizantina. E quando 16 seguidores de Gualtério tentaram roubar um mercado em Semlin, foram dominados e retiraram-lhes as suas armaduras e roupas, que foram penduradas nas muralhas do castelo como um aviso.
Depois de receberem provisões, foi permitido que os cruzados seguissem viagem para Nish, onde aguardaram uma decisão do Império Bizantino sobre se teriam permissão de atravessar o seu território. No fim do mês de Julho, sob uma escolta bizantina, chegariam finalmente a Constantinopla, onde se juntaram aos seguidores de Pedro o Eremita. O imperador Aleixo I Comneno, vendo-se com cerca de 30 000 peregrinos às portas da cidade apressou-se a fornecer-lhes transporte através do Bósforo.

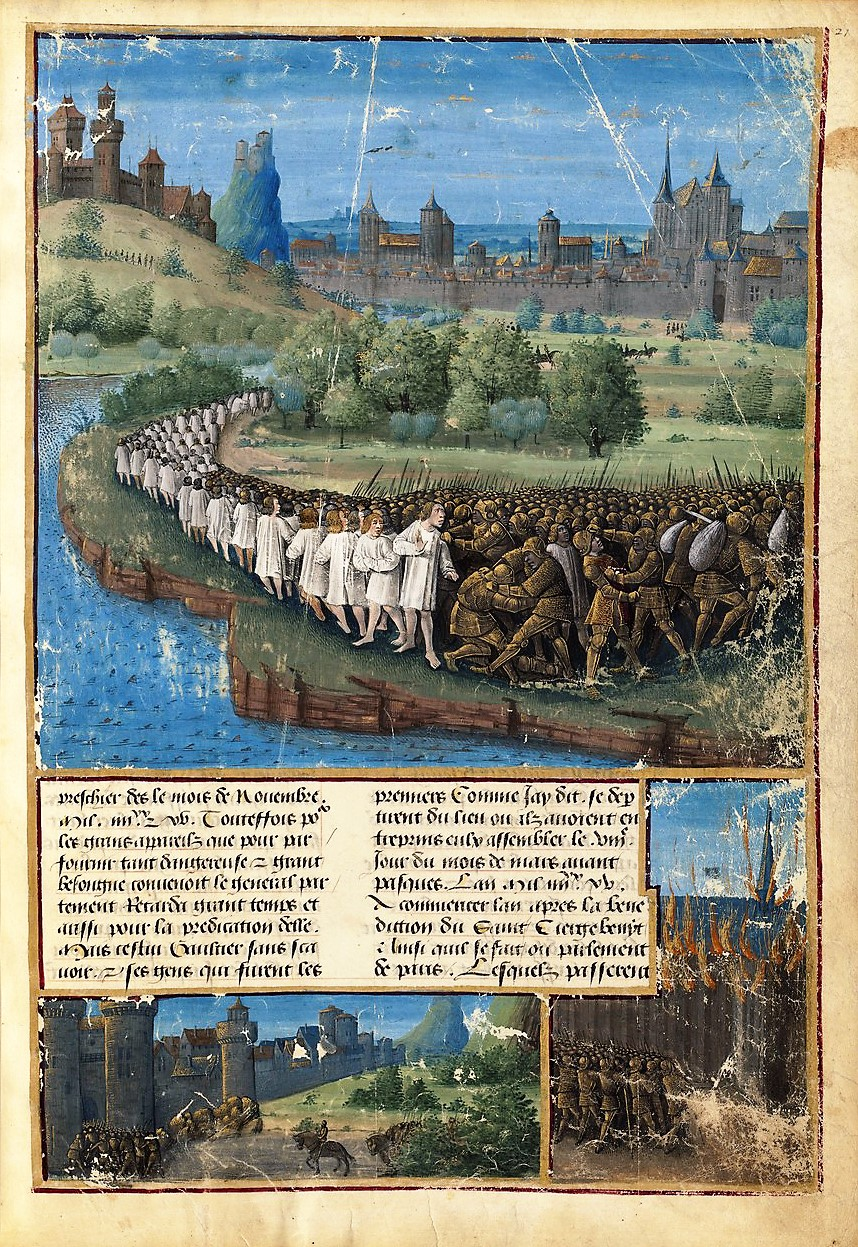
Iluminura do massacre dos peregrinos da Cruzada Popular

Sem treinamento ou armamento adequado, mas com a vantagem da surpresa e do seu vasto número, na Ásia Menor os peregrinos conseguiram pilhar algumas cidades. O contingente germânico da cruzada tomou a fortaleza de Xerigordo, mas pouco depois seria cercado e derrotado pelo sultão seljúcida Quilije Arslã I, os peregrinos mortos ou forçados a renderem-se e a converterem-se ao Islão.
No entanto, no campo francês circulou a notícia de que os germânicos tinham sido bem sucedidos e conquistado Niceia, pelo que foi decidido partir imediatamente para participar do saque à cidade. No entanto, o que os peregrinos encontrariam a caminho seria uma emboscada turca que massacrou a Cruzada Popular. Gualtério provavelmente terá sido uma das baixas.
Desde o despojamento dos seus bens para partir em peregrinação e até ao seu martírio na Anatólia, morrendo em nome da guerra santa para libertar Jerusalém dos muçulmanos, Gualtério terá sido visto pelos seus contemporâneos como um exemplo de honra e coragem. Por contraste, os barões francos e normandos da Cruzada dos Nobres liderariam grandes contingentes armados, e muitos deles conseguiriam obter feudos e obter riquezas na Terra Santa, o que terá sido visto por alguns como uma perversão da cruzada.
A figura obscura deste cavaleiro tornou-se assim num símbolo do ideal da cavalaria medieval, um prelúdio aos monges-guerreiros das ordens militares. Em 1118 (pouco mais de 20 anos após sua morte), este ideal seria um dos pilares básicos da fundação da mais famosa destas ordens na Idade Média: os Cavaleiros Templários.